# 프시케 (심리학)
프시케(그리스어: Ψυχή,알파벳 표기:Psyche)는 고대 그리스의 단어로 원래는 숨을 의미하였다. 그러나 호흡은 생명의 표시로서 가장 현저한 것이었으므로, 이윽고 이 프시케라는 말은 생명을 의미하게 되어 이윽고 마음이나 영혼도 의미하게 되었다.

## 고대 그리스 철학
소크라테스는 (혹은 플라톤이 자기 저서로 그리는 소크라테스는), 프시케를 지와 덕의 자리라고 했다. 잘 사는 일을 《프시케의 걱정》으로서 말했다. 프시케를 돌보라, 라고 말했던 것이다.
소크라테스의 제자인 플라톤은 멸망하는 숙명의 신체에 속하는 감각을 넘은 지를 그려, 지를 특징으로 자기를 움직이는 프시케는 불멸이다, 라고 했다.
아리스토텔레스는 '페리 프시케이스' ('프시케에 대해'라는 제목의 책)에서, 다양한 생명의 생존의 원리를 논해 프시케는 '듀나미스 (가능태)에서 생명을 가지는 자연적 물체의 형상'이라고 말해 프시케라는 것은 생명의 본질인 자기목적 기능이며, 그리고 기동인이라고 했다. 또 동서로 프시케는 영양 섭취, 지각, 이성 등의 순서로 계층을 이루고 있다고 파악해 각 층층마다 설명을 시도했다. 보다 세세하게 들면, 영양 섭취, 생식의 능력, 감각 능력, 욕구 능력, 장소적 이동의 능력, 표상 능력, 이성 능력 등이다.
아리스토텔레스는, 한 시기는 생물의 종류에 따라서 다른 프시케의 단계가 있다고 봐, (1) 식물적 프시케 (2) 동물적 프시케 (3) 이성적 프시케의 3개를 구별했다. 하지만, 그의 지식이 증가함에 따라, 식물·동물·인간에 프시케의 차이가 절대적으로 있다고는 생각하지 않게 되어, 동물도 그 정도로 따라 인간과 같은 이성을 가지고 있다고 생각해 한 층 더 그 나중이 되면, 식물·동물·인간으로 프시케에 구별은 기본적으로 없다고 보게 되었다.
플로티노스는 신비주의적인 방향으로 나아가, 1자로부터 누스 (지성)가, 누스로부터 프시케가, 그리고 프시케로부터 휴레이 (질료)가 흘러나온다고 말했다.

## 신약 성서
신약 성서에서의 '프시케'는, 예를 들면 '마르코 복음서' 3:4, 8:35, 10:45의 그것은 '생명'이라고 번역할 수 있다. 또, 마르코 14:34, 루카 등에서는 감정의 자리이다. 신약 성서의 '프시케'라는 표현은 현대말로 말하는 '정신'과 '신체'를 맞춘 인간을 나타내고 있는 것이며, 영육 이원론은 아니기 때문에, '사람'과 '사람들'이라고 번역하는 편이 자연스러운 대목도 많다.
신약 성서에서는 프시케는 프네우마와 대비되어 프네우마 쪽은 신으로부터 주어지는 초자연적 덕분으로 되어 있다.
예를 들면, 파울로스 서신이 그렇고, (러시아어 성서에서는 프시케는 두샤, 프네우마는 두후라는 말로 번역해 나눴다), 프네우마 (두후)는 파울로 서간에서는, 심·혼이 아니고, 그것들을 넘었는데로부터 외적으로 일하는 힘으로서 표시해지고 있다. 구제는 고대 그리스나 영지주의에서는 '신적 프시케의 죄 있는 육체 (소마)의 감옥 (세이마)으로부터의 해방'이었지만, 신약 성서에서는 어디까지나 몸의 부활로서 파악되어 있다.

## 루터
루터는 그리스어의 프시케를 항상 '생명'이라고 번역하고 있었다고 한다.